# Xfinity 500
L'Xfinity 500 (précédemment dénommée First Data 500) est, depuis la saison 1949, une course automobile annuelle de véhicules type stock-car, organisée par la NASCAR et comptant pour le championnat des NASCAR Cup Series.
Elle se déroule sur le Martinsville Speedway de Ridgeway dans l'État de Virginie aux États-Unis. Il s'agit de la deuxième course de cette catégorie se déroulant sur ce circuit après celle du mois de mars dénommée STP 500.
C'est la plus ancienne course du programme de la NASCAR Cup Series toujours organisée. La course est la 7e des playoffs et la première du Round of 8 de ce championnat. Depuis 2015, NBC possède les droits de diffusion des vingt dernières courses de la saison dont celle-ci.
Avant que la piste ne soit équipée d'un éclairage, la course débutait à 13 h 30 locales afin qu'elle puisse se terminer avant le coucher du soleil. Elle était la course qui débutait le plus tôt de toutes celles des playoffs (3 courses débutaient effectivement à 15 heures locales et les 6 autres à 14 heures). L'éclairage est néanmoins installé pour la saison 2017. La course de NASCAR Cup Series se termine donc actuellement de nuit.
Selon la tradition, à Martinsville, le vainqueur de la course reçoit une horloge de parquet faite sur commande.
Le nom officiel de l'événement varie en fonction de la société le sponsorisant.

## Caractéristiques
- Course :
  - Longueur : 263 milles (423 km)
  - Nombre de tours : 500
    - Segment 1 : 130 tours
    - Segment 2 : 130 tours
    - Segment 3 : 240 tours

- Piste :
  - Type : short track
  - Revêtement : asphalte - béton dans les virages
  - Longueur circuit : 0,526 milles (0,847 km)
  - Nombre de virages : 4
  - Inclinaison (Banking) :
    - Virages : 12°
    - Lignes droites : 0°

- Record du tour de piste : 18,746 secondes par Greg Sacks (en) en 1986 à l'occasion d'une course du championnat de NASCAR Whelen Modified Tour (en)

## Logos

Logo de 2003 à 2007.
Logo de 2013 à 2016.
Logo de 2017 à 2020.
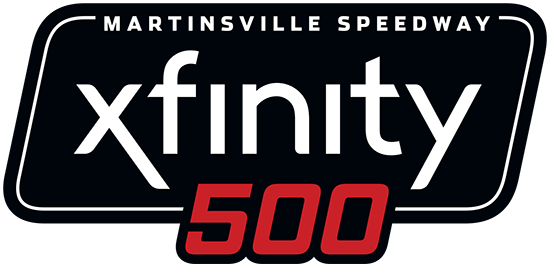
Logo depuis 2021.

## Palmarès
| Année | Date         | Pilote             | Écurie                       | Châssis    | Course | Course            | Course          | Course            | Note       |
| ----- | ------------ | ------------------ | ---------------------------- | ---------- | ------ | ----------------- | --------------- | ----------------- | ---------- |
| Année | Date         | Pilote             | Écurie                       | Châssis    | Tours  | Miles (km)        | Durée           | Moyenne (miles/h) | Note       |
| 1950  | 15 octobre   | Herb Thomas        | Herb Thomas                  | Plymouth   | 200    | 100 (160,934)     |                 |                   |            |
| 1951  | 14 octobre   | Frank Mundy        | Ted Chester                  | Oldsmobile | 200    | 100 (160,934)     |                 |                   |            |
| 1952  | 19 octobre   | Herb Thomas        | Herb Thomas                  | Hudson     | 200    | 100 (160,934)     | 2 h 06 min 10 s | 47,556            |            |
| 1953  | 13 octobre   | Jim Paschal        | George Hutchens              | Dodge      | 200    | 100 (160,934)     | 1 h 47 min 07 s | 56,013            |            |
| 1954  | 17 octobre   | Lee Petty          | Petty Enterprises            | Chrysler   | 165    | 82,5 (132,770)    | 1 h 51 min 07 s | 44,547            | [ Note 1 ] |
| 1955  | 16 octobre   | Speedy Thompson    | Carl Kiekhaefer              | Chrysler   | 200    | 100 (160,934)     | 1 h 40 min 40 s |                   |            |
| 1956  | 28 octobre   | Jack Smith         | Carl Kiekhaefer              | Dodge      | 400    | 200 (321,868)     | 3 h 16 min 17 s | 61,136            |            |
| 1957  | 6 octobre    | Bob Welborn        | Bob Welborn                  | Chevrolet  | 500    | 250 (402,336)     | 3 h 58 min 00 s | 63,025            |            |
| 1958  | 12 octobre   | Fireball Roberts   | Frank Strickland             | Chevrolet  | 350    | 175 (281,635)     | 2 h 43 min 11 s | 64,344            | [ Note 1 ] |
| 1959  | 27 septembre | Rex White          | Rex White                    | Chevrolet  | 500    | 250 (402,336)     | 4 h 07 min 56 s | 60,500            |            |
| 1960  | 25 septembre | Rex White          | Rex White                    | Chevrolet  | 500    | 250 (402,336)     | 4 h 08 min 11 s | 60,439            |            |
| 1961  | 24 septembre | Joe Weatherly      | Bud Moore Engineering        | Pontiac    | 500    | 250 (402,336)     | 3 h 59 min 40 s | 62,586            |            |
| 1962  | 23 septembre | Nelson Stacy       | Holman-Moody                 | Ford       | 500    | 250 (402,336)     | 3 h 44 min 18 s | 66,874            |            |
| 1963  | 22 septembre | Fred Lorenzen      | Holman-Moody                 | Ford       | 500    | 250 (402,336)     | 3 h 42 min 16 s | 67,486            |            |
| 1964  | 27 septembre | Fred Lorenzen      | Holman-Moody                 | Ford       | 500    | 250 (402,336)     | 3 h 42 min 49 s | 67,320            |            |
| 1965  | 26 septembre | Junior Johnson     | Junior Johnson & Associates  | Ford       | 500    | 250 (402,336)     | 3 h 43 min 41 s | 67,056            |            |
| 1966  | 25 septembre | Fred Lorenzen      | Holman-Moody                 | Ford       | 500    | 250 (402,336)     | 3 h 36 min 50 s | 69,177            |            |
| 1967  | 24 septembre | Richard Petty      | Petty Enterprises            | Plymouth   | 500    | 250 (402,336)     | 3 h 35 min 30 s | 69,605            |            |
| 1968  | 22 septembre | Richard Petty      | Petty Enterprises            | Plymouth   | 500    | 250 (402,336)     | 3 h 47 min 56 s | 65,808            |            |
| 1969  | 28 septembre | Richard Petty      | Petty Enterprises            | Ford       | 500    | 250 (402,336)     | 3 h 57 min 37 s | 63,127            |            |
| 1970  | 18 octobre   | Richard Petty      | Petty Enterprises            | Plymouth   | 500    | 262,5 (422,452)   | 3 h 38 min 16 s | 72,235            |            |
| 1971  | 26 septembre | Bobby Isaac        | Nord Krauskopf               | Dodge      | 500    | 262,5 (422,452)   | 3 h 33 min 59 s | 73,681            |            |
| 1972  | 24 septembre | Richard Petty      | Petty Enterprises            | Plymouth   | 500    | 262,5 (422,452)   | 3 h 45 min 02 s | 69,989            |            |
| 1973  | 30 septembre | Richard Petty      | Petty Enterprises            | Dodge      | 480    | 252 (405,554)     | 3 h 48 min 51 s | 68,631            | [ Note 2 ] |
| 1974  | 29 septembre | Earl Ross          | Junior Johnson & Associates  | Chevrolet  | 500    | 262,5 (422,452)   | 3 h 58 min 03 s | 66,232            |            |
| 1975  | 28 septembre | Dave Marcis        | Nord Krauskopf               | Dodge      | 500    | 262,5 (422,452)   | 3 h 27 min 47 s | 75,819            |            |
| 1976  | 26 septembre | Cale Yarborough    | Junior Johnson & Associates  | Chevrolet  | 340    | 178,5 (287,267)   | 2 h 22 min 15 s | 75,370            | [ Note 2 ] |
| 1977  | 25 septembre | Cale Yarborough    | Junior Johnson & Associates  | Chevrolet  | 500    | 262,5 (422,452)   | 3 h 34 min 40 s | 73,447            |            |
| 1978  | 24 septembre | Cale Yarborough    | Junior Johnson & Associates  | Oldsmobile | 500    | 262,5 (422,452)   | 3 h 18 min 54 s | 79,185            |            |
| 1979  | 23 septembre | Buddy Baker        | Ranier-Lundy                 | Chevrolet  | 500    | 262,5 (422,452)   | 3 h 29 min 40 s | 75,119            |            |
| 1980  | 28 septembre | Dale Earnhardt     | Rod Osterlund Racing         | Chevrolet  | 500    | 262,5 (422,452)   | 3 h 46 min 07 s | 69,654            |            |
| 1981  | 27 septembre | Darrell Waltrip    | Junior Johnson & Associates  | Buick      | 500    | 262,5 (422,452)   | 3 h 44 min 57 s | 70,089            |            |
| 1982  | 17 octobre   | Darrell Waltrip    | Junior Johnson & Associates  | Buick      | 500    | 262,5 (422,452)   | 3 h 41 min 05 s | 71,315            |            |
| 1983  | 25 septembre | Ricky Rudd         | Richard Childress Racing     | Chevrolet  | 500    | 262,5 (422,452)   | 3 h 27 min 16 s | 76,134            |            |
| 1984  | 23 septembre | Darrell Waltrip    | Junior Johnson & Associates  | Chevrolet  | 500    | 263 (423,257)     | 3 h 28 min 55 s | 75,532            |            |
| 1985  | 22 septembre | Dale Earnhardt     | Richard Childress Racing     | Chevrolet  | 500    | 263 (423,257)     | 3 h 43 min 13 s | 70,694            |            |
| 1986  | 21 septembre | Rusty Wallace      | Blue Max Racing              | Pontiac    | 500    | 263 (423,257)     | 3 h 35 min 32 s | 73,191            |            |
| 1987  | 27 septembre | Darrell Waltrip    | Hendrick Motorsports         | Chevrolet  | 500    | 263 (423,257)     | 3 h 26 min 31 s | 76,410            |            |
| 1988  | 25 septembre | Darrell Waltrip    | Hendrick Motorsports         | Chevrolet  | 500    | 263 (423,257)     | 3 h 30 min 26 s | 74,988            |            |
| 1989  | 24 septembre | Darrell Waltrip    | Hendrick Motorsports         | Chevrolet  | 500    | 263 (423,257)     | 3 h 26 min 15 s | 76,571            |            |
| 1990  | 23 septembre | Geoff Bodine       | Junior Johnson & Associates  | Ford       | 500    | 263 (423,257)     | 3 h 26 min 35 s | 76,386            |            |
| 1991  | 22 septembre | Harry Gant         | Leo Jackson Racing           | Oldsmobile | 500    | 263 (423,257)     | 3 h 31 min 42 s | 74,535            |            |
| 1992  | 28 septembre | Geoff Bodine       | Bud Moore Engineering        | Ford       | 500    | 263 (423,257)     | 3 h 29 min 13 s | 75,424            |            |
| 1993  | 26 septembre | Ernie Irvan        | Robert Yates Racing          | Ford       | 500    | 263 (423,257)     | 3 h 32 min 57 s | 74,102            |            |
| 1994  | 25 septembre | Rusty Wallace      | Team Penske                  | Ford       | 500    | 263 (423,257)     | 3 h 24 min 34 s | 77,139            |            |
| 1995  | 24 septembre | Dale Earnhardt     | Richard Childress Racing     | Chevrolet  | 500    | 263 (423,257)     | 3 h 33 min 24 s | 73,946            |            |
| 1996  | 22 septembre | Jeff Gordon        | Hendrick Motorsports         | Chevrolet  | 500    | 263 (423,257)     | 3 h 11 min 54 s | 82,223            |            |
| 1997  | 27 septembre | Jeff Burton        | Roush Racing                 | Ford       | 500    | 263 (423,257)     | 3 h 35 min 57 s | 73,072            |            |
| 1998  | 27 septembre | Ricky Rudd         | Rudd Performance Motorsports | Ford       | 500    | 263 (423,257)     | 3 h 35 min 08 s | 73,350            |            |
| 1999  | 3 octobre    | Jeff Gordon        | Hendrick Motorsports         | Chevrolet  | 500    | 263 (423,257)     | 3 h 38 min 07 s | 72,347            |            |
| 2000  | 1er octobre  | Tony Stewart       | Joe Gibbs Racing             | Pontiac    | 500    | 263 (423,257)     | 3 h 33 min 39 s | 73,859            |            |
| 2001  | 15 octobre   | Ricky Craven       | PPI Motorsports              | Ford       | 500    | 263 (423,257)     | 3 h 28 min 19 s | 75,750            | [ Note 3 ] |
| 2002  | 20 octobre   | Kurt Busch         | Roush Racing                 | Ford       | 500    | 263 (423,257)     | 3 h 31 min 23 s | 74,651            |            |
| 2003  | 19 octobre   | Jeff Gordon        | Hendrick Motorsports         | Chevrolet  | 500    | 263 (423,257)     | 3 h 53 min 14 s | 67,658            |            |
| 2004  | 24 octobre   | Jimmie Johnson     | Hendrick Motorsports         | Chevrolet  | 500    | 263 (423,257)     | 3 h 58 min 43 s | 66,103            |            |
| 2005  | 23 octobre   | Jeff Gordon        | Hendrick Motorsports         | Chevrolet  | 500    | 263 (423,257)     | 3 h 46 min 25 s | 69,695            |            |
| 2006  | 22 octobre   | Jimmie Johnson     | Hendrick Motorsports         | Chevrolet  | 500    | 263 (423,257)     | 3 h 44 min 00 s | 70,446            |            |
| 2007  | 21 octobre   | Jimmie Johnson     | Hendrick Motorsports         | Chevrolet  | 506    | 266,156 (428,336) | 3 h 59 min 45 s | 66,608            | [ Note 4 ] |
| 2008  | 19 octobre   | Jimmie Johnson     | Hendrick Motorsports         | Chevrolet  | 504    | 265,104 (426,643) | 3 h 29 min 29 s | 75,931            | [ Note 4 ] |
| 2009  | 25 octobre   | Denny Hamlin       | Joe Gibbs Racing             | Toyota     | 501    | 263,526 (424,103) | 3 h 34 min 44 s | 73,633            | [ Note 4 ] |
| 2010  | 24 octobre   | Denny Hamlin       | Joe Gibbs Racing             | Toyota     | 500    | 263 (423,257)     | 3 h 40 min 20 s | 71,619            |            |
| 2011  | 30 octobre   | Tony Stewart       | Stewart-Haas Racing          | Chevrolet  | 500    | 263 (423,257)     | 3 h 49 min 52 s | 68,648            |            |
| 2012  | 28 octobre   | Jimmie Johnson     | Hendrick Motorsports         | Chevrolet  | 500    | 263 (423,257)     | 3 h 23 min 09 s | 77,677            |            |
| 2013  | 27 octobre   | Jeff Gordon        | Hendrick Motorsports         | Chevrolet  | 500    | 263 (423,257)     | 3 h 44 min 21 s | 70,337            |            |
| 2014  | 26 octobre   | Dale Earnhardt Jr. | Hendrick Motorsports         | Chevrolet  | 500    | 263 (423,257)     | 3 h 43 min 07 s | 70,725            |            |
| 2015  | 1er novembre | Jeff Gordon        | Hendrick Motorsports         | Chevrolet  | 500    | 263 (423,257)     | 3 h 46 min 35 s | 69,643            | [ Note 4 ] |
| 2016  | 30 octobre   | Jimmie Johnson     | Hendrick Motorsports         | Chevrolet  | 500    | 263 (423,257)     | 3 h 20 min 55 s | 78,540            |            |
| 2017  | 29 octobre   | Kyle Busch         | Joe Gibbs Racing             | Toyota     | 505    | 265,63 (427,49)   | 3 h 32 min 47 s | 74,902            | [ Note 4 ] |
| 2018  | 28 octobre   | Joey Logano        | Team Penske                  | Ford       | 500    | 263 (423.257)     | 3 h 29 min 32 s | 75,310            |            |
| 2019  | 27 octobre   | Martin Truex Jr.   | Joe Gibbs Racing             | Toyota     | 500    | 263 (423.257)     | 3 h 29 min 9 s  | 75,448            |            |
| 2020  | 1er novembre | Chase Elliott      | Hendrick Motorsports         | Chevrolet  | 500    | 263 (423.257)     | 3 h 40 min 27 s | 71,581            |            |
| 2021  | 31 octobre   | Alex Bowman        | Hendrick Motorsports         | Chevrolet  | 501    | 263,526 (424,103) | 3 h 42 min 48 s | 70,968            | [ Note 4 ] |
| 2022  | 30 octobre   | Christopher Bell   | Joe Gibbs Racing             | Toyota     | 500    | 263 (423.257)     | 3 h 24 min 18 s | 77,239            |            |
| 2023  | 29 octobre   | Ryan Blaney        | Team Penske                  | Ford       | 500    | 263 (423,257)     | 3 h 29 min 43 s | 75,244            |            |

1. 1 2  Course raccourcie en raison de l'obscurité.
2. 1 2  Course écourtée à cause de la pluie.
3. ↑  Course déplacée du dimanche au lundi en raison de la pluie.
4. 1 2 3 4 5 6  Course prolongée en raison d'une arrivée Green-white-checker.

### Pilotes multiples vainqueurs
| Nbr. | Pilote          | Saison                             |
| ---- | --------------- | ---------------------------------- |
| 6    | Richard Petty   | 1967, 1968, 1969, 1970, 1972, 1973 |
| 6    | Darrell Waltrip | 1981, 1982, 1984, 1987, 1988, 1989 |
| 6    | Jeff Gordon     | 1996, 1999, 2003, 2005, 2013, 2015 |
| 6    | Jimmie Johnson  | 2004, 2006, 2007, 2008, 2012, 2016 |
| 3    | Fred Lorenzen   | 1963, 1964, 1966                   |
| 3    | Cale Yarborough | 1976, 1977, 1978                   |
| 3    | Dale Earnhardt  | 1980, 1985, 1995                   |
| 2    | Herb Thomas     | 1950, 1952                         |
| 2    | Rex White       | 1959, 1960                         |
| 2    | Geoff Bodine    | 1990, 1992                         |
| 2    | Rusty Wallace   | 1986, 1994                         |
| 2    | Ricky Rudd      | 1983, 1998                         |
| 2    | Denny Hamlin    | 2009, 2010                         |
| 2    | Tony Stewart    | 2000, 2011                         |

### Statistiques par écuries
| Nbr. | Écurie                      | Saison |
| ---- | --------------------------- | --- |
| 18   | Hendrick Motorsports        | 1987, 1988, 1989, 1996, 1999, 2003, 2004, 2005, 2006, 2007, 2008, 2012, 2013, 2014, 2015, 2016, 2020, 2021 |
| 9    | Junior Johnson & Associates | 1965, 1974, 1976, 1977, 1978, 1981, 1982, 1984, 1990                                                       |
| 7    | Petty Enterprises           | 1954, 1967, 1968, 1969, 1970, 1972, 1973                                                                   |
| 6    | Joe Gibbs Racing            | 2000, 2009, 2010, 2017, 2018, 2022                                                                         |
| 4    | Holman-Moody (en)           | 1962, 1963, 1964, 1966                                                                                     |
| 3    | Richard Childress Racing    | 1983, 1985, 1995                                                                                           |
| 3    | Team Penske                 | 1994, 2018, 2023                                                                                           |
| 2    | Herb Thomas                 | 1950, 1952                                                                                                 |
| 2    | Carl Kiekhaefer (en)        | 1955, 1956                                                                                                 |
| 2    | Rex White                   | 1959, 1960                                                                                                 |
| 2    | Bud Moore Engineering       | 1961, 1992                                                                                                 |
| 2    | Nord Krauskopf (en)         | 1971, 1975                                                                                                 |
| 2    | Roush Racing                | 1997, 2002                                                                                                 |

### Statistiques par marque
| Nbr. | Marque     | Saison |
| ---- | ---------- | --- |
| 32   | Chevrolet  | 1957, 1958, 1959, 1960, 1974, 1976, 1977, 1979, 1980, 1983, 1984, 1985, 1987, 1988, 1989, 1995, 1996, 1999, 2003, 2004, 2005, 2006, 2007, 2008, 2011, 2012, 2013, 2014, 2015, 2016, 2020, 2021 |
| 16   | Ford       | 1962, 1963, 1964, 1965, 1966, 1969, 1990, 1992, 1993, 1994, 1997, 1998, 2001, 2002, 2018, 2023                                                                                                 |
| 6    | Plymouth   | 1950, 1967, 1968, 1970, 1972, 1973 |
| 5    | Toyota     | 2009, 2010, 2017, 2018, 2022 |
| 4    | Oldsmobile | 1949, 1951, 1978, 1991 |
| 4    | Dodge      | 1953, 1956, 1971, 1975 |
| 3    | Pontiac    | 1961, 1986, 2000 |
| 2    | Chrysler   | 1954, 1955 |
| 2    | Buick      | 1981, 1982 |
| 1    | Hudson     | 1952 |